# Escudo votivo

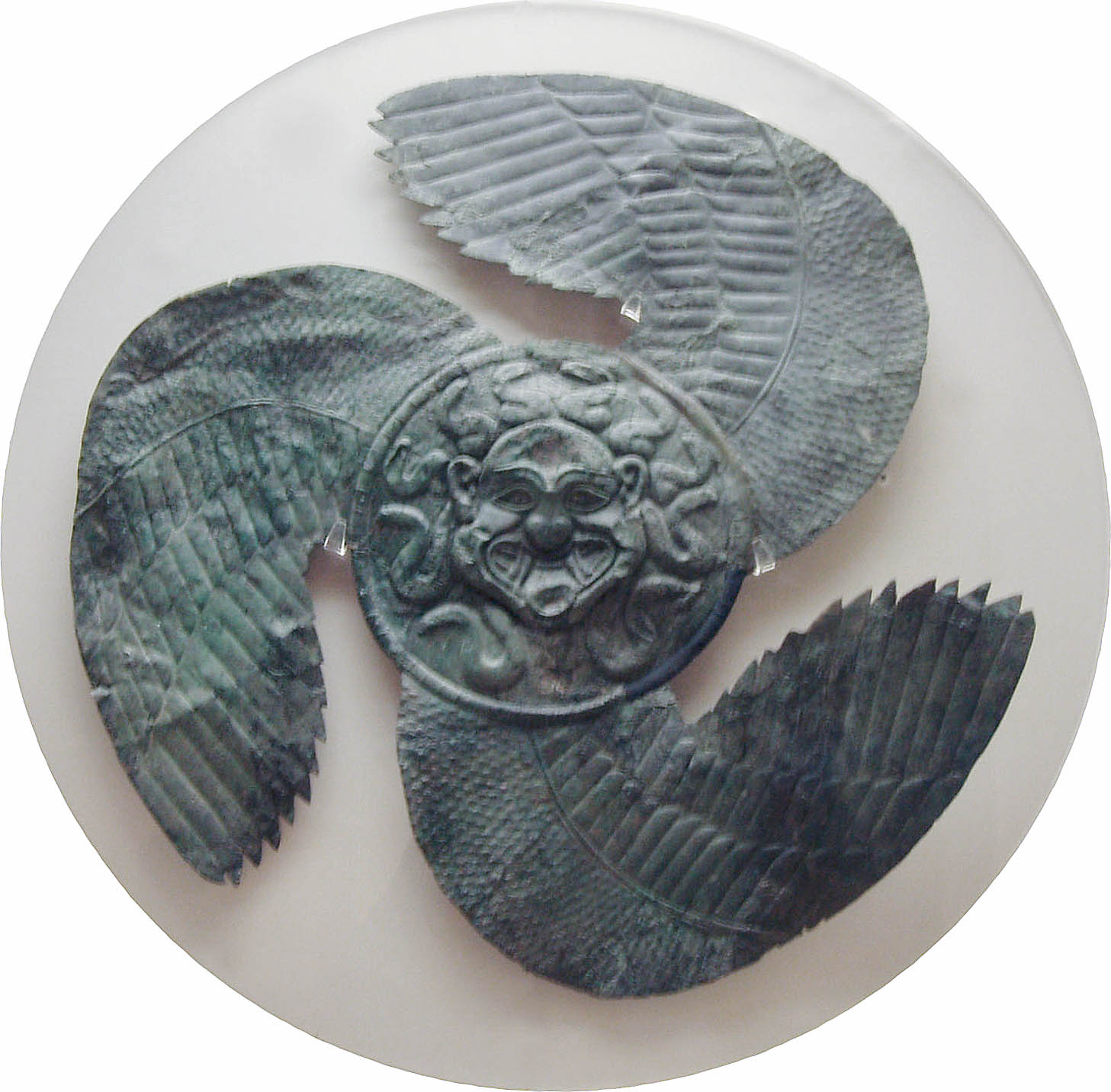
Episema de bronce amartillado de un escudo votivo.
Decoración con gorgona rodeada de tres alas.
Primera mitad del siglo VI a. C.

Los escudos votivos son piezas ornamentales, generalmente broqueles o aspis, dispuestos en templos y dedicados como ofrendas a los dioses paganos que les habían otorgado las victorias en las batallas o guerras. Estas piezas están construidas de diversos materiales: bronce, hierro, oro, plata, mármol y terracota eran los más comunes.

## Primeros registros históricos
Los primeros usos registrados en la historia se deben a los griegos, de los cuales los registros más antiguos al parecer se conocen de la cueva Dictea y la cueva del Ida, donde se hallaron escudos de bronce en miniatura.
Según Plinio el Viejo, el primer uso en Roma se debió a Apio Claudio, en el año 259 de la fundación de esa ciudad. Los escudos así ofrendados llevaban en ocasiones inscripciones, y a veces retratos.